# Frangula dianthes
Frangula dianthes là một loài thực vật có hoa trong họ Táo. Loài này được (L.Riley) Grubov mô tả khoa học đầu tiên năm 1949.